# Siegmar Wätzlich
Siegmar Wätzlich (16. listopadu 1947, Rammenau – 18. dubna 2019) byl východoněmecký fotbalista, obránce, reprezentant Východního Německa (NDR). Zemřel 18. dubna 2019 ve věku 71 let na rakovinu plic.

## Fotbalová kariéra
Hrál za Dynamo Drážďany. V letech 1971, 1973 a 1976 získal s Dynamem mistrovský titul. V Poháru mistrů evropských zemí nastoupil ve 4 utkáních a dal 1 gól a v Poháru UEFA nastoupil ve 19 utkáních. Za reprezentaci Východního Německa (NDR) nastoupil ve 24 utkáních. Na Mistrovství světa ve fotbale 1974 nastoupil ve 4 utkáních včetně utkání proti západnímu Německu. V roce 1972 byl členem bronzového týmu na LOH 1972 v Mnichově, nastoupil ve 4 utkáních.

## Ligová bilance
| Ročník           | Zápasy | Góly | Klub            |
| ---------------- | ------ | ---- | --------------- |
| I. liga 1967/68  | 26     | 0    | Dynamo Drážďany |
| II. liga 1968/69 | 17     | 0    | Dynamo Drážďany |
| I. liga 1969/70  | 16     | 1    | Dynamo Drážďany |
| I. liga 1970/71  | 6      | 0    | Dynamo Drážďany |
| I. liga 1971/72  | 18     | 0    | Dynamo Drážďany |
| I. liga 1972/73  | 20     | 1    | Dynamo Drážďany |
| I. liga 1973/74  | 21     | 2    | Dynamo Drážďany |
| I. liga 1974/75  | 22     | 4    | Dynamo Drážďany |
| I. liga 1975/76  | 10     | 2    | Dynamo Drážďany |
| CELKEM I. liga   | 156    | 10   |                 |